# Carlos Marchena
Carlos Marchena López (* 31. Juli 1979 in Las Cabezas, Provinz Sevilla) ist ein ehemaliger spanischer Fußballspieler. Mit der spanischen Nationalmannschaft gewann er 2008 die Europameisterschaft und 2010 die Weltmeisterschaft.

## Verein
Marchena war bis 2000 beim FC Sevilla aktiv. Mit 20 Jahren absolvierte er sein erstes Spiel für die erste Elf beim 2:2 gegen Real Sociedad im August 1999. Bei seinem einjährigen Gastspiel in Lissabon bei Benfica (2000/01), spielte er so überzeugend, dass sich der FC Valencia für ihn interessierte und ihn im Sommer 2001 für vier Jahre unter Vertrag nahm.
In der ersten Saison (2001/02) hatte Marchena noch Anlaufschwierigkeiten, doch bereits im zweiten Jahr wurde er mit Valencia Spanischer Meister. In der Saison 2003/04 bildete er zusammen mit Roberto Ayala, die wohl beste Innenverteidigung, die Valencia je hatte. So konnte man in diesem Jahr die spanische Meisterschaft, den UEFA-Pokal und den Europäischen Superpokal gewinnen. Durch diese guten Leistung wurde Marchena in den Kader für die EM 2004 berufen. In der Saison 2004/05 war Marchena mit Valencia nicht so erfolgreich: in der Liga nur 7. und im Europapokal früh ausgeschieden. In der Saison 2005/06 ging es wieder aufwärts, er wurde mit Valencia Dritter der spanischen Liga. Auch in der Saison 2006/07, wo er jedoch wegen einer Knieverletzung lange fehlte, erreichte er eine gute Platzierung mit Valencia, den vierten Platz.
In der Saison 2007/08 konnte er mit Valencia trotz einer miserablen Saison (Ausscheiden in der Gruppenphase der Champions League und Kampf gegen den Abstieg in der Primera División) spanischer Pokalsieger werden.
Im August 2010 unterzeichnete er beim FC Villarreal einen auf drei Jahre befristeten Vertrag.
Nach dem Abstieg mit Villarreal wechselte Marchena zur Saison 2012/13 zu Deportivo La Coruña. Dort blieb er zwei Jahre, ehe er zum indischen Verein Kerala Blasters FC wechselte.
Im Jahr 2016 beendete Carlos Marchena seine aktive Karriere und arbeitete anschließend als Nachwuchskoordinator des FC Sevilla.

## Nationalteam
Im Nationalteam kam er erstmals am 21. August 2002 gegen Ungarn (1:1) zum Einsatz. Er nahm an der EM 2004, WM 2006, der EM 2008 und der WM 2010 teil. Bei den beiden letztgenannten Turnieren konnte er mit seiner Mannschaft jeweils den Titel gewinnen, wobei er 2008 zum Stammaufgebot der Spanier zählte. Bei der WM 2010 wurde er in drei Spielen jeweils kurz vor Schluss eingewechselt. Zudem stellte er am 29. Mai 2010 im Spiel gegen Saudi-Arabien den Rekord von Brasiliens Fußball-Legende Garrincha ein und blieb in seinem 50. Länderspiel in Serie unbesiegt.

## Erfolge
- Juniorenfußballweltmeister 1999 mit Spanien
- Spanischer Meister 2002 und 2004 mit FC Valencia
- UEFA-Pokalsieger 2004 mit FC Valencia
- Europäischer Superpokalsieger 2004 mit FC Valencia
- Spanischer Pokalsieger 2008 mit FC Valencia
- Europameister 2008 mit Spanien
- Weltmeister 2010 mit Spanien
- Silbermedaille beim olympischen Fußballturnier: 2000
- Dritter Platz beim FIFA-Konföderationen-Pokal 2009